# Институт за космически и изследвания и технологии
Институтът за космически изследвания и технологии е научно звено в научно-изследователското направление по астрономия, космически изследвания и технологии на Българската академия на науките. Мисията на института е да извършва фундаментални и приложни изследвания в областта на физиката на Космоса, дистанционните изследвания на Земята и планетите и аерокосмическите технологии. През последните 50 години България е извела в Космоса над 150 космически уреди и апарати и е извършила повече от 500 научноизследователски проекти и експерименти. Постиженията на България ѝ отреждат 18-о място сред космическите държави в света.